# フランクフルト・ハーン空港
フランクフルト・ハーン空港（フランクフルト・ハーンくうこう、 ドイツ語: Flughafen Frankfurt-Hahn）は、ドイツのラインラント＝プファルツ州ライン＝フンスリュック郡ハーンにある国際空港の一つ。ジンメンとキルヒベルクの付近に位置する。

## 概要
かつてはアメリカ軍のハーン空軍基地であったが、返還後、民生用に転換された。フランクフルト・アム・マインからは、約100キロメートル離れているにもかかわらず「フランクフルト・ハーン空港」と名乗っている。
発着時のコストの安さから格安航空会社や貨物便の利用が多くなっている。特にライアンエアーが拠点としている空港であり、「国際空港」の名こそ冠していないもののドイツ以外のヨーロッパの多くの都市に飛ぶことも可能である。
2012年9月より日本貨物航空が成田国際空港からハーンへの直行便を運航開始している。過去には広島電鉄のグリーンムーバーをドイツから運ぶ際、チャーター便で利用されたことがある。
また、ラインラント＝プファルツ州北部のアールヴァイラー郡には世界有数のドライバーズサーキット・ニュルブルクリンクがあるため同サーキットでのレース開催時に空輸拠点空港として利用されることも多い。

## 就航会社と就航地
| 航空会社         | 就航地 |
| ---------------- | --- |
| ライアンエアー   | アルゲーロ、 アリカンテ、バーリ、ベルガモ、 カリアリ、 コーミゾ、 ダブリン、フェズ、ジローナ、カウナス、ケリー、ラメーツィア・テルメ、ランサローテ、リスボン、ロンドン/スタンステッド、マラガ、サンティアゴ・デ・コンポステーラ etc. |
| サンエクスプレス | イズミル |
| ウィズエアー     | ブダペスト、カトヴィツェ、スコピエ etc. |
| 日本貨物航空     | 東京（成田） |

## アクセス
- バス
  - フランクフルト（フランクフルト国際空港経由・所要1時間45分）、ケルン（所要2時間15分）、マインツ（所要1時間10分）、ルクセンブルク（所要1時間45分）のほか、近隣主要都市にバスが運行されている。
- 自家用車、レンタカー
  - 付近までアウトバーンが整備されており、最も一般的な交通手段である。